# Peter Sperlich
Peter Sperlich (* 14. Mai 1965) ist ein deutscher Richter und Präsident des Oberverwaltungsgerichts der Freien Hansestadt Bremen sowie Präsident des Staatsgerichtshofs der Freien Hansestadt Bremen.

## Biografie
Sperlich studierte von 1988 bis 1993 Rechtswissenschaften und Sozialwissenschaften an der Universität Hannover und absolvierte von 1994 bis 1996 in Bremen das Rechtsreferendariat. 1996 wurde er zum Richter am Verwaltungsgericht Bremen ernannt. Von 2001 bis 2003 war er zum Bundesverfassungsgericht abgeordnet, wo er wissenschaftlicher Mitarbeiter von Wolfgang Hoffmann-Riem war. Danach war er wieder als Richter am Verwaltungsgericht tätig; zudem ist er seit 2003 Lehrbeauftragter an der Universität Bremen. 2005 wechselte er in die Verwaltung und war Abteilungsleiter beim Senator für Justiz und Verfassung. 2006 wurde er Richter am Oberverwaltungsgericht der Freien Hansestadt Bremen, 2009 Senatsrat beim Senator für Justiz und Verfassung. Zum 1. Oktober 2010 wurde er Präsident des Verwaltungsgerichts Bremen. Zum 1. Juli 2019 wechselte er in das Präsidentenamt am Oberverwaltungsgericht der Freien Hansestadt Bremen.